# Atakpamé
Atakpamé é uma cidade na região de Plateaux, no Togo. É a quinta maior cidade por população do Togo (84.979 habitantes em 2006).
É um centro industrial e fica na estrada principal norte-sul, 161 km ao norte da capital Lomé. É também um centro comercial regional para produção e tecido.

## História
Foi fundada pelo povo iorubá.
Em 1914, durante a Primeira Guerra Mundial, uma campanha anglo-francesa no Togo foi destinada a captura ou destruição de uma estação de rádio alemã em Kamina poderosa perto Atakpame.  Os aliados temiam que German maritime raiders would ser capaz de manter contato com Berlim, através da estação e, assim, rapidamente passagem sobre a inteligência.  Uma campanha curta começou em 06 de agosto de 1914, e os alemães foram forçados a destruir a estação em 24 de agosto antes de se render aos Aliados em 26 de agosto.
Foi durante esta campanha que Alhaji Grunshi disparou o primeiro tiro no serviço britânico durante a guerra.

## Transporte
A cidade é servida por uma estação da linha principal do norte da Ferrovias do Togo.

## Governança
A cidade foi o centro administrativo da Togolândia alemã.